# Ховронино
Ховронино — опустевшая деревня в Кимрском районе Тверской области. Входит в состав Стоянцевского сельского поселения.

## География
Находится в юго-восточной части Тверской области на расстоянии приблизительно 36 км на запад-северо-запад по прямой от районного центра города Кимры в левобережной части района.

## История
Известна была с 1780-х годов как деревня из 8 дворов, бывшее церковное владение, 10 дворов в 1806 году. В 1859 году здесь (деревня Корчевского уезда Тверской губернии) было учтено 6 дворов.

## Население
Численность населения: 50 человек (1780-е годы), 66 (1806), 56 (1859 год), 0 как в 2002 году, так и в 2010.